# Kim Possible-afsnit
Dette er en oversigt over den amerikanske Disney Channel-serie Kim Possible, der blev sendt fra 7. juni 2002 til 7. september 2007 med 87 afsnit fordelt på fire sæsoner.
Tre afsnit i anden sæson er udsendt samlet som filmen Kim Possible: Et Spørgsmål om Tid (Kim Possible: A Sitch In Time), mens de tre sidste afsnit i tredje sæson er udsendt samlet som filmen Kim Possible: En Djævelsk Plan (Kim Possible: So the Drama).
Afsnittenes numre følger datoerne for første udsendelse, hvilket var hulter til bulter i forhold til produktionskoderne. Det er imidlertid sidstnævnte, der afspejler den historiemæssige rækkefølge med undtagelse af afsnittene med produktionskoderne 101 og 102, der er byttet om, og afsnit 305-307, der hører til sidst i sæson 3. Fem afsnit (produktionskoder 207, 217, 231, 309 og 414) består i øvrigt hver især af to afsnit i halv længde, der er markeret med henholdsvis a og b efter respektive afsnitsnumre og produktionskoder.

## Serieoversigt
| Sæson | Sæson | Afsnit | Oprindelig sendt   | Oprindelig sendt  |
| Sæson | Sæson | Afsnit | Start              | Slut              |
| ----- | ----- | ------ | ------------------ | ----------------- |
|       | 1     | 21     | 7. juni 2002       | 16. maj 2003      |
|       | 2     | 30     | 18. juli 2003      | 5. august 2004    |
|       | 3     | 14     | 25. september 2004 | 10. juni 2006     |
|       | 4     | 22     | 10. februar 2007   | 7. september 2007 |

## Afsnit

### Sæson 1 (2002–2003)
Note: Alle afsnit i sæson 1 blev instrueret af Chris Bailey.
| Nr. i serie | Nr. i sæson | Titel                        | Forfatter                              | Storyboard                                                                  | Oprindelig sendedato | Produktionskode |
| --- | ----------- | ---------------------------- | -------------------------------------- | --------------------------------------------------------------------------- | -------------------- | --------------- |
| 1 | 1           | "Crush"                      | Bob Schooley & Mark McCorkle           | David Bullock, Rossen Varbanov & Eugene Salandra                            | 7. juni 2002         | 113             |
| Dr. Drakken stjæler japansk teknologi til at bygge en kæmperobot med. Intet problem for Kim der er meget mere nervøs for at invitere Josh Mankey til fest. |             |                              |                                        |                                                                             |                      |                 |
| 2 | 2           | "Sink or Swim"               | Julie DuFine & Amanda Rudolph Schwartz | Eugene Salandra, Holly Forsyth & David Bullock                              | 7. juni 2002         | 111             |
| 3 | 3           | "The New Ron"                | Mark Palmer                            | Eugene Salandra & Ed Baker                                                  | 7. juni 2002         | 105             |
| 4 | 4           | "Tick-Tick-Tick"             | Bob Schooley & Mark McCorkle           | Rossen Varbanov, Tom Bernardo, Nick Filippi, Adam Van Wyk & Louis M. Police | 14. juni 2002        | 101             |
| Kim møder for første gang Dr. Drakken der vil bruge en robotflåt som miniaturebombe.                                                                       |             |                              |                                        |                                                                             |                      |                 |
| 5 | 5           | "Downhill"                   | Brian Swenlin                          | Troy Adomitis, Tom Bernardo & Chris Rutkowski                               | 21. juni 2002        | 116             |
| Klassen skal på skitur, og til Kims ærgrelse skal hendes forældre med som forældrevagter. Jagten på et mystisk uhyre fanger dog snart opmærksomheden.      |             |                              |                                        |                                                                             |                      |                 |
| 6 | 6           | "Bueno Nacho"                | Julie DuFine & Amanda Rudolph Schwartz | David Bullock, Louis M. Police, Tom Bernardo, Nick Filippi & Adam Van Wyk   | 28. juni 2002        | 102             |
| Kim og Ron får job på deres yndlingsrestaurant Bueno Nacho. Dr. Drakkens planer om at ødelægge Wisconsin kommer imidlertid på tværs.                       |             |                              |                                        |                                                                             |                      |                 |
| 7 | 7           | "Number One"                 | Mark Palmer                            | Scott Morse, Tom Bernardo & Robert Kline                                    | 12. juli 2002        | 112             |
| 8 | 8           | "Mind Games"                 | Marsha Griffin                         | Tom Bernardo & Adam Van Wyk                                                 | 19. juli 2002        | 106             |
| 9 | 9           | "Attack of the Killer Bebes" | Madellaine Paxson                      | Troy Adomitis & Eugene Salandra                                             | 2. august 2002       | 104             |
| 10 | 10          | "Royal Pain"                 | Madellaine Paxson                      | Eugene Salandra, Michael Manley & Chris Rutkowski                           | 16. august 2002      | 107             |
| For at beskytte den egoistiske prins af Rodeghan flytter Kim ham til Middleton men fortryder det snart.                                                    |             |                              |                                        |                                                                             |                      |                 |
| 11 | 11          | "Coach Possible"             | Laura McCreary                         | Stephen Sandoval & Holly Forsyth                                            | 23. august 2002      | 117             |
| Kim vikarierer som juniorfodboldtræner til spillernes ærgrelse. Indimellem må hun dog også stoppe Senior'erne.                                             |             |                              |                                        |                                                                             |                      |                 |
| 12 | 12          | "Pain King vs. Cleopatra"    | Patti Carr & Lara Runnels              | Tom Bernardo & David Lux                                                    | 6. september 2002    | 118             |
| 13 | 13          | "Monkey Fist Strikes"        | Gary Sperling                          | Curt Geda, Troy Adomitis & Eugene Salandra                                  | 13. september 2002   | 103             |
| Lord Monty Fiske narrer Kim til at skaffe ham en magisk abestatuette, hvorefter Wade skaber forvirring med sine hologrammer.                               |             |                              |                                        |                                                                             |                      |                 |
| 14 | 14          | "October 31st"               | Mark Palmer                            | Tom Bernardo, Robert Kline & David Schwartz                                 | 11. oktober 2002     | 121             |
| Kim får en ring fæstnet til håndleddet. Men hver gang hun lyver udvider ringen sig, så den bliver til en avanceret rustning.                               |             |                              |                                        |                                                                             |                      |                 |
| 15 | 15          | "All the News"               | Laura McCreary                         | David Bullock, Rossen Varbanov & Tom Bernardo                               | 1. november 2002     | 110             |
| 16 | 16          | "Kimitation Nation"          | Kayte Kuch & Sheryl Scarborough        | David Schwartz, Robert Kline & Nathan Chew                                  | 15. november 2002    | 119             |
| 17 | 17          | "The Twin Factor"            | Mark Palmer                            | David Bullock & Eugene Salandra                                             | 27. december 2002    | 108             |
| 18 | 18          | "Animal Attraction"          | Robin Riordan & Gary Sperling          | Curt Geda & Holly Forsyth                                                   | 10. januar 2003      | 109             |
| Dyreologi er den nye dille, som både Ron, Kim og Junior falder for. Senior er derimod optaget af at hævne sig på milliardærklubben.                        |             |                              |                                        |                                                                             |                      |                 |
| 19 | 19          | "Monkey Ninjas in Space"     | Meg McLaughlin                         | Troy Adomitis, Chris Rutkowski, Lyndon Ruddy & Stephen Sandoval             | 7. marts 2003        | 114             |
| Monty Fiske følger en profeti og kidnapper en abe fra Middletons rumcenter.                                                                                |             |                              |                                        |                                                                             |                      |                 |
| 20 | 20          | "Ron the Man"                | Bob Schooley & Mark McCorkle           | Holly Forsyth, Doug Murphy & Eugene Salandra                                | 25. april 2003       | 120             |
| 21 | 21          | "Low Budget"                 | Patti Carr & Lara Runnels              | Holly Forsyth & Curt Geda                                                   | 16. maj 2003         | 115             |
| En billig slyngel vil ødelægge Internettet fra Smarty Mart. Men her er Ron på hjemmebane.                                                                  |             |                              |                                        |                                                                             |                      |                 |

### Sæson 2 (2003–2004)
| Nr. i serie | Nr. i sæson | Titel                                  | Instruktør   | Forfatter                                                            | Storyboard                                                                             | Oprindelig sendedato | Produktionskode |
| --- | ----------- | -------------------------------------- | ------------ | -------------------------------------------------------------------- | -------------------------------------------------------------------------------------- | -------------------- | --------------- |
| 22 | 1           | "Naked Genius"                         | Steve Loter  | Matthew Negrete                                                      | Troy Adomitis, David Filoni & Lyndon Ruddy                                             | 18. juli 2003        | 206             |
| 23 | 2           | "Grudge Match"                         | Dave Block   | Gary Sperling                                                        | Carolyn Gair & Llyn Hunter                                                             | 25. juli 2003        | 203             |
| En af Dr. Possibles tidligere kollegaer bruger tilsyneladende avanceret teknologi til kamprobotter.                                                                      |             |                                        |              |                                                                      |                                                                                        |                      |                 |
| 24 | 3           | "Two To Tutor"                         | David Block  | Kurt Weldon                                                          | Sharon Forward, Robert Griggs & John Dorman                                            | 1. august 2003       | 205             |
| Ron får succes som hjemkundskabslærer, mens Shego har held som skurkelærer for Junior.                                                                                   |             |                                        |              |                                                                      |                                                                                        |                      |                 |
| 25 | 4           | "The Ron Factor"                       | Steve Loter  | Gary Sperling                                                        | David J. Knott, Lyndon Ruddy & Michael Manley                                          | 8. august 2003       | 201             |
| Run bliver det store samtaleemne i de videnskabelige kredse, og sådan noget har det jo med at stige en til hovedet.                                                      |             |                                        |              |                                                                      |                                                                                        |                      |                 |
| 26 | 5           | "Car Trouble"                          | Steve Loter  | Bill Motz & Bob Roth                                                 | David Knott & Douglas Murphy                                                           | 15. august 2003      | 213             |
| Kim skal til køreprøve og får uventet hjælp af en computerstyret bil, hvis opfinder er blevet kidnappet af Dr. Drakken.                                                  |             |                                        |              |                                                                      |                                                                                        |                      |                 |
| 27a | 6a          | "Rufus in Show"                        | David Block  | Eddie Guzelian                                                       | Barry Caldwell & Louie del Carmen                                                      | 22. august 2003      | 207a            |
| Kim og Ron jagter en juveltyv, hvilket involverer at Rufus må deltage i en hundeudstilling.                                                                              |             |                                        |              |                                                                      |                                                                                        |                      |                 |
| 27b | 6b          | "Adventures In Rufus-Sitting"          | David Block  | Eddie Guzelian                                                       | Barry Caldwell & Louie del Carmen                                                      | 22. august 2003      | 207b            |
| Kim skal passe Rufus, der imidlertid sluger en microship, som både Shego, Duff Killigan og Monty Fiske er ude efter.                                                     |             |                                        |              |                                                                      |                                                                                        |                      |                 |
| 28 | 7           | "Job Unfair"                           | David Block  | Nicole Dubuc                                                         | Carolyn Gair & Llyn Hunter                                                             | 29. august 2003      | 211             |
| 29 | 8           | "The Golden Years"                     | David Block  | Earl Kress                                                           | Sharon Forward, Robert Griggs & David Schwartz                                         | 5. september 2003    | 210             |
| 30 | 9           | "Virtu-Ron"                            | Steve Loter  | Mark Palmer                                                          | Ashley Lenz, Tom Bernardo & Tim Maltby                                                 | 12. september 2003   | 204             |
| Den virtuelle verden Everlot holdes i et jerngreb. Ron involveres i kampen, da han vil imponere en af spillerne, Zita.                                                   |             |                                        |              |                                                                      |                                                                                        |                      |                 |
| 31 | 10          | "The Fearless Ferret"                  | Steve Loter  | Brian Swenlin                                                        | Ashley Lenz, Tom Bernardo, David Filoni, Troy Adomitis & Nick Filippi                  | 3. oktober 2003      | 209             |
| 32 | 11          | "Exchange"                             | Steve Loter  | Thomas Hart                                                          | Ashley Lenz, Thomas Bernardo & Nick Filippi                                            | 7. november 2003     | 225             |
| Ron kommer som udvekslingselev til en mystisk japansk ninjaskole. Uheldigvis er Lord Monty Fiske også i Japan.                                                           |             |                                        |              |                                                                      |                                                                                        |                      |                 |
| 33a | 12a         | "Rufus vs. Commodore Puddles"          | Steve Loter  | Brian Sintay                                                         | Nick Filippi & Lyndon Ruddy                                                            | 14. november 2003    | 217a            |
| 33b | 12b         | "Day of the Snowmen"                   | Steve Loter  | Joseph Molinari                                                      | Nick Filippi & Lyndon Ruddy                                                            | 14. november 2003    | 217b            |
| 34 | 13          | "A Sitch in Time (Part One: Present)"  | Steve Loter  | Bill Motz & Bob Roth                                                 | David Knott, Doug Murphy & Troy Adomitis                                               | 28. november 2003    | 218             |
| 35 | 14          | "A Sitch in Time (Part Two: Past)"     | Steve Loter  | Bill Motz & Bob Roth                                                 | Tom Bernardo, Ashley Lenz, Dave Knott & Troy Adomitis                                  | 28. november 2003    | 219             |
| 36 | 15          | "A Sitch in Time (Part Three: Future)" | Steve Loter  | Bill Motz & Bob Roth                                                 | Troy Adomitis, David Knott, Nick Filippi & Doug Murphy                                 | 28. november 2003    | 220             |
| 37 | 16          | "A Very Possible Christmas"            | David Block  | Mark Palmer                                                          | Barry Caldwell, Louie del Carmen, Sharon Forward & Carolyn Gair                        | 5. december 2003     | 215             |
| 38 | 17          | "Queen Bebe"                           | David Block  | Greg Weisman                                                         | Barry Caldwell, Louie del Carmen, Robert Griggs & Llyn Hunter                          | 19. december 2003    | 212             |
| 39 | 18          | "Hidden Talent"                        | David Block  | Michael A. Newton                                                    | Carolyn Gair, Dave Schwartz, Sharon Forward & Llyn Hunter                              | 2. januar 2004       | 221             |
| Wade opfører sig mærkeligt og sender Kim og Ron ud på et par mærkelige missioner. Men måske har Dr. Drakken en finger med i spillet.                                     |             |                                        |              |                                                                      |                                                                                        |                      |                 |
| 40 | 19          | "Return to Camp Wannaweep"             | David Block  | Matt Negrete                                                         | John Nevarez, Llyn Hunter, Francisco Barrios & Holly Forsyth                           | 16. januar 2004      | 222             |
| Cheerleaderholdet er tilbage i Trøstesløselejren, hvor Kim og Ron til deres skræk skal dele hytte med hhv. Bonnie og Gil.                                                |             |                                        |              |                                                                      |                                                                                        |                      |                 |
| 41 | 20          | "Go Team Go"                           | David Block  | Nicole Dubuc                                                         | Sharon Forward, Carolyn Gair, John Nevarez, Thomas Bernardo & Nick Filippi             | 30. januar 2004      | 214             |
| Skurken Aviarius vil hugge Team Go's kræfter. Kim kommer til undsætning, men der er brug for et gammelt Team Go-medlem – Shego.                                          |             |                                        |              |                                                                      |                                                                                        |                      |                 |
| 42 | 21          | "The Full Monkey"                      | David Block  | Thomas Hart & Zach Stones                                            | Barry Caldwell, Louie del Carmen, Fred Gonzales & Holly Forsyth                        | 13. februar 2004     | 224             |
| 43 | 22          | "Blush"                                | David Block  | Laura McCreary                                                       | Barry Caldwell, Louie del Carmen, Fred Gonzales, Robert Griggs & David Knott           | 20. februar 2004     | 223             |
| 44 | 23          | "Partners"                             | Dave Block   | Gary Sperling                                                        | Louie del Carmen & Barry Caldwell                                                      | 12. marts 2004       | 202             |
| 45 | 24          | "Oh Boyz"                              | Steve Loter  | Sheryl Scarborough & Kayte Kuch                                      | Thomas Bernardo, Dave Knott, Ashley Lenz & Zachary Moncrief                            | 2. april 2004        | 226             |
| Senior kidnapper et band, og Ron ryger med ved et uheld. Kidnapningen får imidlertid bandets salg til at stige, så pladeselskabet har ikke travlt med at få dem tilbage. |             |                                        |              |                                                                      |                                                                                        |                      |                 |
| 46a | 25a         | "Sick Day"                             | David Block  | Matt Negrete & Tom Hart                                              | Sharon Forward, Llyn Hunter, Carolyn Gair, John Nevarez, Robert Griggs & David Bullock | 23. april 2004       | 231a            |
| Tvislingerne er forkølede, og snart er både Kim, Ron, Shego, Dr. Drakken og Duff Killigan smittede.                                                                      |             |                                        |              |                                                                      |                                                                                        |                      |                 |
| 46b | 25b         | "The Truth Hurts"                      | David Block  | Matt Negrete                                                         | Sharon Forward, Llyn Hunter, Carolyn Gair, John Nevarez, Robert Griggs & David Bullock | 23. april 2004       | 231b            |
| Under en mission for at redde en kendt videnskabskvinde bliver Kim og Ron ramt af en mystisk stråle.                                                                     |             |                                        |              |                                                                      |                                                                                        |                      |                 |
| 47 | 26          | "Mother's Day"                         | Steve Loter  | Historie: Nunzio DeFilippis & Christina Weir Manuskript: Thomas Hart | Ashley Lenz, Thomas Bernardo, Nathan Chew, Nick Filippi & Dave Knott                   | 7. maj 2004          | 216             |
| Kims mor følger med Kim på en mission for at stoppe Drakkens planer. Planer der dog forstyrres af Dr. Drakkens egen mor.                                                 |             |                                        |              |                                                                      |                                                                                        |                      |                 |
| 48 | 27          | "Motor Ed"                             | David Block  | Laura McCreary                                                       | Carolyn Gair, Sharon Forward, Llyn Hunter, David Filoni & David Bullock                | 21. maj 2004         | 208             |
| 49 | 28          | "Ron Millionaire"                      | Nick Filippi | Bill Motz & Bob Roth                                                 | Nick Filippi, Dave Knott, Troy Adomitis & Kyle Menke                                   | 4. juni 2004         | 228             |
| Ron bliver pludselig millionær men lover Kim, at det ikke vil ændre noget. Det gør det heller ikke - i hvert fald ikke de første fem minutter...                         |             |                                        |              |                                                                      |                                                                                        |                      |                 |
| 50 | 29          | "Triple S"                             | Steve Loter  | Nicole Dubuc                                                         | Nathan Chew, Dave Knott, Troy Adomitis, Zachary Moncrief & Kyle Menke                  | 26. juli 2004        | 227             |
| Junior deltager i ekstremsport, og det samme gør Ron om end ufrivilligt. Kim derimod er på jagt efter en skurk med tatovering i nakken.                                  |             |                                        |              |                                                                      |                                                                                        |                      |                 |
| 51 | 30          | "Rewriting History"                    | David Block  | Michael A. Newton                                                    | Louie del Carmen, Barry Caldwell, Thomas Bernardo, Carolyn Gair & Dave Knott           | 5. august 2004       | 230             |

### Sæson 3 (2004–2005)
Note: Alle afsnit i sæson 3 er instrueret af Steve Loter.
| Nr. i serie | Nr. i sæson | Titel                          | Forfatter                    | Storyboard | Oprindelig sendedato | Produktionskode |
| --- | ----------- | ------------------------------ | ---------------------------- | --- | -------------------- | --------------- |
| 52 | 1           | "Steal Wheels"                 | Brian Swenlin                | Kyle Menke, Nick Filippi & Luke Brookshier | 25. september 2004   | 301             |
| 53 | 2           | "Emotion Sickness"             | Brian Swenlin                | Tom Bernardo & Lyndon Ruddy | 15. oktober 2004     | 302             |
| Kim og Shego får fæstnet modtagerne til en følelseskontrolator på sig, der sender deres følelser ud i det ekstreme. |             |                                |                              | |                      |                 |
| 54 | 3           | "Bonding"                      | John Behnke & Rob Humphrey   | David Bullock, Troy Adomitis, Robert Pratt, Kyle Menke, Craig Rousseau & Adam Van Wyk                                                               | 22. oktober 2004     | 303             |
| En af professor Dementors limbomber får Ron til at hænge fast i Barkin og Kim i Bonnie med adskillige kontroverser til følge. |             |                                |                              | |                      |                 |
| 55 | 4           | "Bad Boy"                      | Nicole Dubuc                 | Todd Britton, Carolyn Gair, Jennifer Graves, Craig Kemplin & Lyndon Ruddy                                                                           | 14. januar 2005      | 304             |
| Dr. Drakken prøver en hjelm, der skal gøre ham ondere. Det går imidlertid galt, så han i stedet bliver god, mens Ron bliver ond. |             |                                |                              | |                      |                 |
| 56 | 5           | "Showdown at the Crooked D"    | Mark Palmer                  | Dave Knott, Nick Filippi, Troy Adomitis, Fred Gonzales, Thomas Bernardo & Kyle Menke                                                                | 25. marts 2005       | 229             |
| Kim og familien besøger hendes farbror og kusine Joss i Montana. Joss er Kims største fan, og sammen med familien tager de kampen op mod Dr. Drakken. |             |                                |                              | |                      |                 |
| 57 | 6           | "Dimension Twist"              | Tracy Berna                  | Todd Britton, Lyndon Ruddy, Robert Pratt, Fred Gonzales & Nick Filippi                                                                              | 1. april 2005        | 308             |
| En forkert forbundet opfindelse sender Dr. Drakken, Shego, Kim, Ron og Rufus ind i en verden af skiftende kabel-tv-programmer. |             |                                |                              | |                      |                 |
| 58a | 7a          | "Overdue"                      | Jim Peterson & Brian Swenlin | Eugene Salandra, Jennifer Graves, Robert Pratt, David Prince, LeSean Thomas                                                                         | 15. april 2005       | 309a            |
| Ron jagter en biblioteksbog, som han har glemt, men som Kim har taget ansvaret for. |             |                                |                              | |                      |                 |
| 58b | 7b          | "Roachie"                      | Jim Peterson & Brian Swenlin | Eugene Salandra, Jennifer Graves, Robert Pratt, David Prince, LeSean Thomas                                                                         | 15. april 2005       | 309b            |
| Kæmpebiller slipper løs i byen. En mindre en knytter sig imidlertid til Ron. |             |                                |                              | |                      |                 |
| 59 | 8           | "Rappin’ Drakken"              | Bob Schooley & Mark McCorkle | Nick Filippi, Louie del Carmen, Jennifer Graves & Dave Knott                                                                                        | 25. juni 2005        | 311             |
| Dr. Drakken har opfundet en hjernekontrolshampoo og finder ud af at deltagelse i et musikprogram kan sætte gang i salget. |             |                                |                              | |                      |                 |
| 60 | 9           | "Team Impossible"              | Rob Humphrey & John Behnke   | Louie del Carmen, Robert Griggs, Lyndon Ruddy & Dave Knott                                                                                          | 26. august 2005      | 313             |
| 61 | 10          | "Gorilla Fist"                 | Bob Schooley & Mark McCorkle | Troy Adomitis, Louie del Carmen & Lyndon Ruddy | 18. november 2005    | 312             |
| 62 | 11          | "And the Mole Rat Will Be CGI" | Mark Drop                    | Dave Knott & Tom Bernardo | 10. juni 2006        | 310             |
| En filminstruktør vil lave en film om Kim og Ron, men Junior sætter alt ind på at blive castet som skurken. |             |                                |                              | |                      |                 |
| 63 | 12          | "So the Drama: Part 1"         | Bob Schooley & Mark McCorkle | Troy Adomitis, Tom Bernardo, Dave Knott, Martin C. Korth, Todd Britton, Nick Filippi, Kyle Menke, Louie del Carmen, David Bullock & Eugene Salandra | 8. april 2005        | 305             |
| Kim og Ron reder en japansk legetøjsdesigner fra døden. En af hans skitser bliver stjålet, og en anden begynder at producere dem. |             |                                |                              | |                      |                 |
| 64 | 13          | "So the Drama: Part 2"         | Bob Schooley & Mark McCorkle | Troy Adomitis, Tom Bernardo, Dave Knott, Martin C. Korth, Todd Britton, Nick Filippi, Kyle Menke, Louie del Carmen, David Bullock & Eugene Salandra | 8. april 2005        | 306             |
| Bueno Nacho skifter ejer, som kommer små stykker legetøj i menuerne. Det viser sig at være det stjålne legetøj. Ron får færden af det, men ingen vil tro på det. Kim har travlt med sin nye kæreste, som Ron missunder rigtig meget.                                        |             |                                |                              | |                      |                 |
| 65 | 14          | "So the Drama: Part 3"         | Bob Schooley & Mark McCorkle | Troy Adomitis, Tom Bernardo, Dave Knott, Martin C. Korth, Todd Britton, Nick Filippi, Kyle Menke, Louie del Carmen, David Bullock & Eugene Salandra | 8. april 2005        | 307             |
| Ron får ret. De små stykker legetøj forvandler sig til store maskiner, der er designet til at smadre byen. Midt i alt dette finder Kim ud af, at hendes kæreste er en ond robotklon. Til sidst bliver Kim og Ron kærester, går til skolefest og oplever deres første kys... |             |                                |                              | |                      |                 |

### Sæson 4 (2007)
Note: Alle afsnit i sæson 4 er instrueret af Steve Loter.
| Nr. i serie | Nr. i sæson | Titel                          | Forfatter                         | Storyboard                                                                                       | Oprindelig sendedato | Produktionskode |
| --- | ----------- | ------------------------------ | --------------------------------- | ------------------------------------------------------------------------------------------------ | -------------------- | --------------- |
| 66 | 1           | "Ill Suited"                   | Brian Swenlin                     | Kyle Menke & Tom Bernardo                                                                        | 10. februar 2007     | 401             |
| 67 | 2           | "The Big Job"                  | Kurt Weldon                       | Alan Wan & Kalvin Lee                                                                            | 10. februar 2007     | 404             |
| Kim prøver at skaffe et job til Ron, efter at han for 117. gang har betalt en date med rabatkuponer. Men Ron vil slet ikke have et job. Så – hvordan kommer det mon til at gå? LinjeFarve = FFFF00 |             |                                |                                   |                                                                                                  |                      |                 |
| 68 | 3           | "Trading Faces"                | Kim Duran                         | James K. Yang, Eugene Salandra & Kalvin Lee                                                      | 10. februar 2007     | 403             |
| 69 | 4           | "The Cupid Effect"             | Charleen Easton                   | David Knott                                                                                      | 10. februar 2007     | 409             |
| Ron glemmer valentinsdag! Det er ikke jorden undergang – men hvad sker der lige for Wade? |             |                                |                                   |                                                                                                  |                      |                 |
| 70 | 5           | "Car Alarm"                    | John Behnke & Rob Humphrey        | David Knott, Douglas Murphy & Kalvin Lee                                                         | 17. februar 2007     | 402             |
| Kim misunder Bonny pga. hendes nye bil. Kim får en gammel skrotbunke af sin far, og tvislingerne lover at de vil bygge hende en mega sej bil – hvis bare hun vil gøre dem en lille tjeneste... |             |                                |                                   |                                                                                                  |                      |                 |
| 71 | 6           | "Mad Dogs and Aliens"          | Brian Swenlin                     | David Knott, Tom Bernardo & Larry Scholl                                                         | 24. februar 2007     | 405             |
| 72 | 7           | "Grande Size Me"               | Kurt Weldon                       | Eugene Salandra & James K. Yang                                                                  | 3. marts 2007        | 407             |
| Ron bliver oversprøjtet med et mutantgen. Det gode er, at det kun bliver aktiveret, hvis man kun spiser fast food. Ups... men det gør Ron jo hele tiden... |             |                                |                                   |                                                                                                  |                      |                 |
| 73 | 8           | "Clothes Minded"               | Kim Duran & Stephanie Phillips    | Eugene Salandra & James K. Yang                                                                  | 17. marts 2007       | 408             |
| 74 | 9           | "Big Bother"                   | Greg Weisman                      | Alan Wan, James Yang, Kalvin Lee & Louie del Carmen                                              | 7. april 2007        | 410             |
| Ron skal passe på en melsæk en hel uge for at bestå en prøve. Samtidig bliver Ron storebror, da hans forældre adopterer en lille pige. Imens er Kim og Jury på mission i Japan, men det går ikke så godt – Nu er Ron nødt til at tage på mission til Japan med en melsæk og en lille baby. Hvordan kommer det mon til at gå?                 |             |                                |                                   |                                                                                                  |                      |                 |
| 75 | 10          | "Fashion Victim"               | Kim Duran                         | David Knott                                                                                      | 14. april 2007       | 406             |
| Kim bliver beskyldt for at være spion inde for modeverdenen, alle beviser peger mod hende, men passer det nu også? |             |                                |                                   |                                                                                                  |                      |                 |
| 76 | 11          | "Odds Man In"                  | Denise Moss                       | Kyle Menke & Tom Bernardo                                                                        | 28. april 2007       | 411             |
| Rons far lærer ham at regne risikofaktoren for det man gør ud. Ron bliver så bange for at gøre noget, at han spærrer sig selv inde i et pengeskab og nægter at komme ud. I mellemtiden er Kim i store vanskeligheder, og det er nu op til Ron at overvinde sin frygt og redde Kim.                                                           |             |                                |                                   |                                                                                                  |                      |                 |
| 77 | 12          | "Stop Team Go"                 | Kurt Weldon                       | Eugene Salandra, Adam Van Wyk & Louie del Carmen                                                 | 5. maj 2007          | 413             |
| En skurk dukker op for en gang for alle at besejre Team Go. Hun tror, at Shego stadig er medlem, og derfor bliver hun involveret i kampen. I kampens hede ender det med, at Shego bliver ramt af en stråle, der gør hende god. Så Kim og Ron er nødt til at have Shego med over alt, for at hun ikke kommer til skade – hvordan mon det går? |             |                                |                                   |                                                                                                  |                      |                 |
| 78 | 13          | "Cap'n Drakken"                | Kim Duran                         | Doug Murphy & David Knott                                                                        | 19. maj 2007         | 415             |
| Kim og Rons klasse skal på lejrskole i en middelalderby, hvor alle teknologiske ting er forbudt. Dr. Drakken finder et gammelt magisk sørøversværd og prøver at overtage verdensherredømmet. Nu er Kim og Ron nødt til at snige sig væk fra lejren, for at besejre Drakken. Men hvilke konsekvenser får det for dem at trodse reglerne?      |             |                                |                                   |                                                                                                  |                      |                 |
| 79 | 14          | "Mathter and Fervent"          | Jim Peronto                       | Alan Wan & Kalvin Lee                                                                            | 17. juni 2007        | 412             |
| Ron og Kims klasse skal skrive om en lokal hverdagshelt. Ron vil skrive om Kim, men det må han ikke for deres lærer. I jagten på et emne at skrive om finder han ud af, at han egen far ikke er så almindelig, som han gik og troede... |             |                                |                                   |                                                                                                  |                      |                 |
| 80 | 15          | "The Mentor of Our Discontent" | Henry Gilroy                      | Alan Wan & Troy Adomitis                                                                         | 23. juni 2007        | 416             |
| Ron bliver sat til at være barnepige for Martin Smarty's umulige søn. Han har fået at vide, at hvis det går galt, bliver han fyret! |             |                                |                                   |                                                                                                  |                      |                 |
| 81 | 16          | "Oh No! Yono!"                 | Brian Swenlin                     | Eugene Salandra & Adam Van Wyk                                                                   | 1. juli 2007         | 417             |
| Rons lillesøster viser at være en super abeninja. Så sammen med Ron og Kim må hun på mission i Japan (igen). |             |                                |                                   |                                                                                                  |                      |                 |
| 82 | 17          | "Clean Slate"                  | Mark Palmer                       | Tom Bernardo, Louie del Carmen, James K. Yang & Larry W. Scholl                                  | 28. juli 2007        | 418             |
| Dr. Drakken får en genial plan men glemmer den. Han og Shego stjæler en maskine, der skal hjælpe ham med at genvinde sin plan. Men undervejs eksploderer maskinen – dette resulterer i at Kim mister sin hukommelse. Vil det mon lykkes for Hr. og Fru. Possible, Ron, Wade og alle de andre at få Kims hukommelse tilbage...?               |             |                                |                                   |                                                                                                  |                      |                 |
| 83 | 18          | "Homecoming Upset"             | Michael Newton                    | David Bullock, Doug Murphy, James K. Yang & Larry W. Scholl                                      | 11. august 2007      | 419             |
| 84a | 19a         | "Chasing Rufus"                | Kim Duran                         | Lyndon Ruddy                                                                                     | 12. august 2007      | 414a            |
| Rufus bliver ved et uheld efterladt på en sydhavsø, hvor en kat forelsker sig i ham. |             |                                |                                   |                                                                                                  |                      |                 |
| 84b | 19b         | "Nursery Crimes"               | Charlotte Fullerton & Kurt Weldon | Tom Bernardo                                                                                     | 12. august 2007      | 414b            |
| En syg gammel dame laver mystiske ting med små babyer, og straks er Kim og Ron på sagen. |             |                                |                                   |                                                                                                  |                      |                 |
| 85 | 20          | "Larry's Birthday"             | Kurt Weldon                       | Alan Wan, Troy Adomitis, Kenneth Laramay, James K. Yang & Larry Scholl                           | 1. september 2007    | 420             |
| 86 | 21          | "Graduation, Part One"         | Tom Hart & Brian Swenlin          | Tom Bernardo, Kyle Menke, Adam Van Wyk, Louie del Carmen, Dave Knott, Doug Murphy & Nick Filippi | 7. september 2007    | 421             |
| Kim og Ron er færdige med gymnasiet. Ron mener, det er verdens undergang, da han og Kim vil komme hver sit sted hen. Kim prøver at overbevise ham om, at det nok skal gå. Men det hele bliver en smule anderledes, da en gammel "ven" dukker op for at tilintetgøre verden...                                                                |             |                                |                                   |                                                                                                  |                      |                 |
| 87 | 22          | "Graduation, Part Two"         | Tom Hart & Brian Swenlin          | Tom Bernardo, Kyle Menke, Adam Van Wyk, Louie del Carmen, Dave Knott, Doug Murphy & Nick Filippi | 7. september 2007    | 422             |
| Dr. Drakken kan pludselig huske hele sin geniale plan (skæbnens ironi?), men lykkes den? Og hvordan går det for Kim og Ron? |             |                                |                                   |                                                                                                  |                      |                 |